# A heavy metal története
A heavy metal története egy 2011-es dokumentumfilm-sorozat, amelynek műsorvezetője és rendezője Sam Dunn, producere és zenei főmunkatársa pedig Scot McFadyen. A sorozat témáját a heavy metal, mint zenei műfaj kialakulása képezte. Eredeti vetítése a MuchMore és a VH1 csatornákon volt, Magyarországon pedig a Spektrum TV adta le végig, szinkronosan. Közvetlen előzménye Dunn "Metal – A Headbanger's Journey" című sorozata volt, amelyben először tűnt fel a jelen sorozat alaptémáját képező "heavy metal családfa".

## Összegzés
A sorozat a heavy metal történetének különböző részleteit tárgyalja egy-egy epizódban. Számos zenész is megszólal a múltidézés során, mint Alice Cooper, Slash, Lemmy, Rob Zombie, a Megadeth tagjai, a Metallica, az Iron Maiden, a Black Sabbath, a Deep Purple, a Slayer, a Judas Priest, a Van Halen, a Whitesnake, a Def Leppard, a The Stooges, a ZZ Top, a Soundgarden, a Mötley Crüe, a Poison, a Rage Against the Machine, az Alice in Chains, a Korn, a Slipknot, a Lamb of God, a HIM, és még sokan mások.

## Epizódok
| # | Cím                                  | Vetítés            |
| --- | ------------------------------------ | ------------------ |
| 01 | „Pre Metal”                          | 2011. november 11. |
| A stílus eredetének a felkutatása egy városokon, országokon, sőt kontinenseken átívelő küldetés. Sam Dunn legelső állomása ezen az úton mindennek a gyökerének a kivesézése: a rock 'n roll-é. |                                      |                    |
| 02 | „Egyesült Államok: a kezdetek”       | 2011. november 19. |
| Amerikában a metal meglehetősen viharosan robbant be. Ebben az epizódban Ted Nugent & The Amboy Dukes, a The Frost, Iggy & The Stooges és az MC5, valamint a KISS mutatkozik be. |                                      |                    |
| 03 | „A kezdetek: Nagy-Britannia”         | 2011. december 3.  |
| Miután a Beatles meghódította Amerikát, a stílus az Egyesült Királyságban sem veszített népszerűségéből. Ezúttal a blues hatása alatt lévő, de a metal előzményének tekinthető olyan zenekarok kerülnek sorra, mint a Led Zeppelin, a Deep Purple és a Black Sabbath, mely utóbbit a heavy metal szülőjeként mutatnak be. Bár ezek az együttesek önmagukat sosem tartották heavy metalnak, nagy hatással voltak az ezt a címet büszkén viselő Judas Priest-re. |                                      |                    |
| 04 | „A brit heavy metal új hulláma”      | 2011. december 10. |
| A korai heavy metal-bandák, mint a Black Sabbath, a Deep Purple és a Judas Priest, a hetvenes évek végére a punk vette át a főszerepet az Egyesült Királyságban. A metálrajongók számára, akik kitartottak kedvenceik mellett, ez egy meglehetősen nehéz időszak volt. Ekkoriban a Motörhead és a Diamond Head jelentették a műfajt, majd az igazi áttörést az Iron Maiden berobbanása jelentette. A stílust már a lemezgyárak sem hagyhatták figyelmen kívül, az új együttesek egész sorának jelentek meg lemezei, és ők együtt alkották a "New Wave of British Heavy Metal" névre keresztelt mozgalmat. A főszerepben a Saxon, a Tygers of Pan Tang, az Angel Witch, a Raven és a Praying Mantis játszották. Ezeknek a zenekaroknak volt hatásuk az Egyesült Államokban kialakuló glam metal stílusra, a kettő közt pedig a brit gyökerű, de az USA-ban hatalmas sikert befutó Def Leppard volt az összekötő kapocs. |                                      |                    |
| 05 | „Glam metál”                         | 2011. december 17. |
| A glam metal kialakulása kapcsán ebben az epizódban megszólal Vince Neil a Mötley Crüe-ból és Michael Anthony a Van Halen-ből. A stílus kialakulását a kezdetektől követhetjük végig, egészen a Los Angeles-i Sunset Strip-től, ahol ezek a zenekarok elkezdték a karrierjüket. Scott Ian az Anthrax-ból és Slash a Guns N’ Roses-ból viszont azt taglalták, hogy ez a stílus a kommersszé válása és a sztárok manírjai miatt végső soron miért is voltak károsak az egész metal-mozgalomra. |                                      |                    |
| 06 | „Thrash”                             | 2011. december 31. |
| Ebben az epizódban az Anthrax, a Megadeth, a Metallica és a Slayer mutatkoznak be, akik a metalt egy egészen új, vad irányba fejlesztették tovább. |                                      |                    |
| 07 | „Grunge”                             | 2012. január 7.    |
| 1994. április 5-én Kurt Cobain öngyilkos lett, véget vetve ezzel egy stílusirányzat, a grunge virágzásának is. Ebben az epizódban ennek a Seattle-ből származó irányzatnak a kapcsán két kérdésre keresik a választ: mik is a grunge igazi gyökerei, és miért osztotta meg ez az irányzat a metálrajongókat? Az epizódban a The Melvins, a Soundgarden, a Nirvana, az Alice in Chains és a Pearl Jam munkássága kerül a fókuszba, és egy kicsit a poszt-grunge zenekarok is, mint a Creed és a Nickelback. |                                      |                    |
| 08 | „Nu Metal”                           | 2012. január 14.   |
| Ami a glam metal volt a metálrajongóknak a nyolcvanas években, az lett a nu metal a kilencvenes években. A stílus több olyan új eszközt és stíluselemet alkalmazott, amelyet a metálhívők szentségtörésnek tartottak. Említésre kerül az Anthrax és a Public Enemy valamint a Faith No More együttműködése, valamint a Sepultura. Később feltárják a hiphop és a hard rock hatását a műfajra, melynek fúziójából jöttek létre olyan zenekarok, mint a Korn, a Deftones, a Rage Against The Machine és a Limp Bizkit. Szóba kerülnek az 1999-es woodstocki események is, amelyek végül a műfaj lassú eltűnéséhez vezettek. |                                      |                    |
| 09 | „Shock Rock”                         | 2012. január 21.   |
| A stílus többi válfajával ellentétben ez az irányzat a vizuális ingerekre való hatást helyezi előtérbe. Gyökereit a Screamin’ Jay Hawkins-nál és Arthur Brown-nál kell keresni. Az epizód annak a feltárására is törekszik, hogy bemutassa, miért lett a provokatív és magamutogató stílusirányzat miatt a metál egésze első számú közellenség a konzervatívok szemében. Az olyan előadók, mint Alice Cooper a hetvenes években, majd a későbbi zenekarok, mint a Venom, a Slipknot, a Rammstein és a Mercyful Fate kerülnek terítékre, valamint King Diamond és Marilyn Manson, akit az 1999-es columbine-i vérengzésért is felelőssé tettek. |                                      |                    |
| 10 | „Power Metal”                        | 2012. január 28.   |
| Sam Dunn ebben a részben arra is választ keres, miért teljesen idegen számára is ez az irányzat. A gyökereit Európában találja meg, ahol a hagyományos heavy metal és a power metal különváltak, a klasszikus zenei behatások és a nagy fesztiválfellépések következtében. Ebben a részben megszólalnak: Yngwie Malmsteen, a Blind Guardian, a HammerFall, a Helloween, a Rhapsody, a Kamelot, a DragonForce és természetesen a Nightwish, amely az egész műfajt naggyá tette. |                                      |                    |
| 11 | „Progresszív metál”                  | 2012. február 4.   |
| A sorozat záróepizódjában a progresszív rock által nagyban befolyásolt alváltozat kerül bemutatásra. A műfaj gyökerei egészen a Genesis-ig és a Yes-ig terjednek, azokat jelentős mértékben továbbfejlesztve. Az epizódban a kanadai Rush zenekarral készült, turné közbeni interjú látható, de szóba kerül még a Tool, a Queensrÿche, a Dream Theater, a Mastodon, a Meshuggah és a The Dillinger Escape Plan. |                                      |                    |
| 12 | „Extreme Metal: Az elveszett epizód” | 2014. április 15.  |
| Ezt a részt már a sorozat levetítése után készítették, mintegy bónuszként, és magyarul nem került bemutatásra. Itt az olyan extrém alváltozatok kerülnek ismertetésre, mint a Florida Death Metal, a norvég black metal, vagy a grindcore. Elkészültéhez a rajongók az IndieGoGó-n gyűjtöttek össze támogatást. |                                      |                    |

## A heavy metal családfa
Az epizódokban visszatérő elem ez a mindennel összefüggő fa, amely 26 különböző stílusirányzatot határoz meg és köt össze egymással. A sorozatban egy számítógéppel generált ábraként látható, melyen több együttes is felbukkan az egyes alfajoknál. Némelyikük, de nem mindegyik, a sorozatban részletesebben is bemutatásra kerül.
A metal előfutárai
Niccolò Paganini; Richard Wagner; Gustav Holst; Howlin' Wolf; Robert Johnson; Buddy Rich; Elvis Presley; Little Richard; The Beatles; The Kinks; The Who; Cream; Jimi Hendrix
Progresszív rock
Jethro Tull; King Crimson; Emerson, Lake & Palmer; Yes; Genesis; Uriah Heep; Mahavishnu Orchestra; Journey; Styx; Kansas
Hard rock
Dick Dale; Vanilla Fudge; Steppenwolf; Iron Butterfly; Blue Cheer; MC5; The Stooges; Alice Cooper; ZZ Top; Blue Öyster Cult; Aerosmith; Montrose; Kiss; Ted Nugent; Y&T; Van Halen
Tradicionális heavy metal
Deep Purple; Led Zeppelin; Black Sabbath; Budgie; Sweet; Slade; Status Quo; Nazareth; Thin Lizzy; Queen; Judas Priest; AC/DC; Rainbow; Whitesnake
Shock Rock
Screamin' Jay Hawkins; Arthur Brown; Alice Cooper; New York Dolls; Kiss; Ozzy Osbourne; Venom; W.A.S.P.; King Diamond; Gwar; Marilyn Manson; Slipknot; Rammstein
Punk
Ramones; The Damned; Sex Pistols; The Clash; The Vibrators; The Saints; The Dead Boys; Green Day
Progresszív metal
Rush; Savatage; Queensrÿche; Fates Warning; Voivod; Dream Theater; Meshuggah; Porcupine Tree; Tool; The Dillinger Escape Plan; Opeth; Gojira; Mastodon; Coheed and Cambria
Power Metal
Scorpions; Accept; Manowar; Dio; Yngwie Malmsteen; Helloween; Blind Guardian; Stratovarius; Iced Earth; Kamelot; HammerFall; Rhapsody of Fire; Nightwish; Primal Fear; Sonata Arctica; DragonForce
New Wave of British Heavy Metal
Motörhead; Def Leppard; Quartz; Saxon; Iron Maiden; Tygers of Pan Tang; Diamond Head; Angel Witch; Girlschool; Raven; Fist; Holocaust; Tank
Hardcore
D.O.A.; Dead Kennedys; Discharge; Black Flag; Circle Jerks; The Exploited; Minor Threat; Charged GBH; The Misfits; Bad Brains; Agnostic Front
Doom Metal
Witchfinder General; Trouble; Candlemass; Solitude Aeturnus; Paradise Lost; Cathedral; Kyuss; My Dying Bride; Electric Wizard
Glam Metal
Quiet Riot; Mötley Crüe; Twisted Sister; Europe; Dokken; Ratt; Bon Jovi; Cinderella; Poison; Guns N’ Roses; Winger; Warrant
Grunge
Green River; Screaming Trees; Melvins; Skin Yard; Soundgarden; Mudhoney; Tad; Nirvana; Alice in Chains; Mother Love Bone; Pearl Jam
Thrash Metal
Anvil; Metallica; Slayer; Anthrax; Megadeth; Pantera; Exodus; Overkill; Kreator; Destruction; Sodom; Sepultura; Testament; Death Angel
Korai Black metal
Venom; Mercyful Fate; Bathory; Hellhammer; Celtic Frost
Industrial Metal
Ministry; White Zombie; Godflesh; Nine Inch Nails; Fear Factory; Genitorturers; Strapping Young Lad; Orgy; Static-X; Rammstein
Alternatív metal
Faith No More; Red Hot Chili Peppers; Jane’s Addiction; Children of Eve; Prong; Living Colour; The Smashing Pumpkins; Primus; Rage Against the Machine
Poszt-Grunge
Stone Temple Pilots; Candlebox; Bush; Silverchair; Nickelback; Creed; Godsmack
Metalcore
Corrosion of Conformity; D.R.I.; Suicidal Tendencies; Stormtroopers of Death; Cro-Mags; Biohazard; Machine Head; Earth Crisis; Hatebreed
Death Metal
Possessed; Death; Autopsy; Morbid Angel; Obituary; Cannibal Corpse; Deicide; Immolation; Vader; Six Feet Under; Kataklysm; Dying Fetus; Nile; Amon Amarth
Grindcore
Repulsion; Extreme Noise Terror; Napalm Death; Carcass; Bolt Thrower; Brutal Truth; Nasum; Cephalic Carnage; Agoraphobic Nosebleed; Pig Destroyer
Black Metal
Mayhem; Darkthrone; Marduk; Satyricon; Enslaved; Gorgoroth; Emperor; Dimmu Borgir; Cradle of Filth; Dark Funeral
Goth Metal
Tiamat; Type O Negative; Therion; The Gathering; Anathema; Katatonia; Theatre of Tragedy; Within Temptation; HIM; Lacuna Coil; Leaves' Eyes
Nu Metal
Korn; Deftones; Stuck Mojo; Limp Bizkit; Papa Roach; Evanescence; Coal Chamber; System of a Down; Kittie; Linkin Park; Disturbed; CKY
New Wave of American Heavy Metal
Shadows Fall; Lamb of God; God Forbid; Darkest Hour; Killswitch Engage; Unearth; Chimaira; The Black Dahlia Murder; As I Lay Dying; Trivium